# USエアー1016便墜落事故
USエアー1016便墜落事故（USエアー1016びんついらくじこ）は、1994年7月2日にアメリカ合衆国・サウスカロライナ州コロンビアとノースカロライナ州シャーロットを結ぶ定期便:1であったUSエアー1016便がマイクロバーストによるウインドシアに遭遇し墜落した事故である。
空港近くの民家に墜落し37人が死亡、16人が重傷を負った:1。

## 事故の経緯

### 当日の1016便

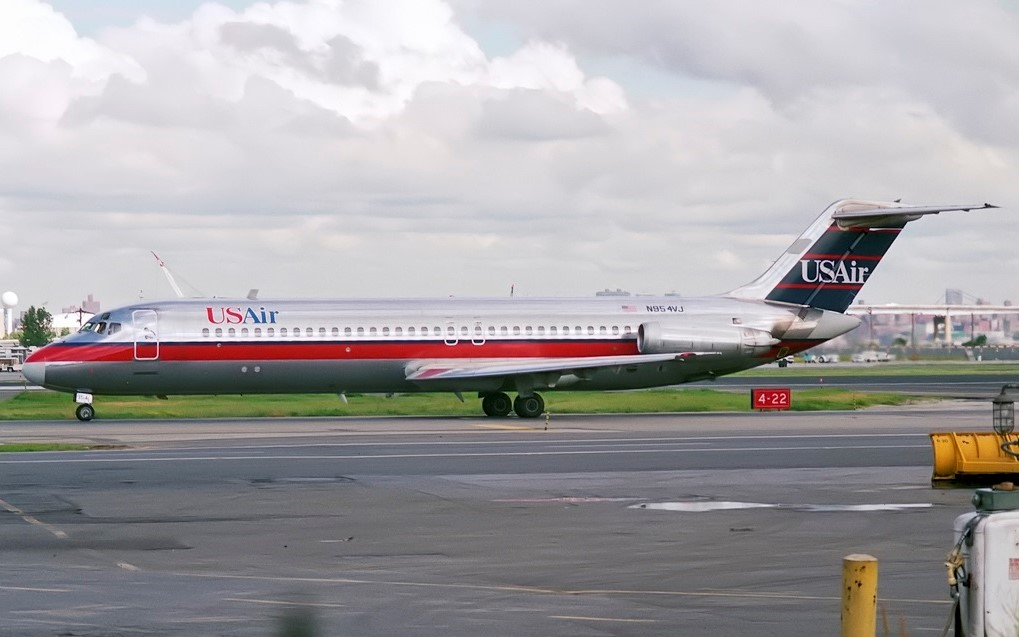
1991年に撮影された事故機

1994年7月2日土曜日、USエアー1016便 (DC-9 N954VJ) は、コロンビア・メトロポリタン空港からシャーロット・ダグラス国際空港へのわずか35分のフライトだった。18時15分に離陸した。52人の乗客（2人の幼児を含む）、3人の乗務員、2人のパイロットが搭乗していた:1。
シャーロット・ダグラス国際空港までは天気も良好だったが、空港付近で雷雨に遭遇した。1016便は18時38分に管制官から滑走路18R（現在は18C）への計器着陸 (ILS) アプローチを許可され、18時39分に着陸を許可された:3。機長は管制官に、滑走路18Rに着陸したばかりのUSエアー983便（機材はフォッカー 100）からの気象状況に関する報告を聞いた:4。管制官は1016便に、フォッカーのパイロットによる「スムーズに着陸できた」との報告を伝えた:4。事故後のインタビューでは、複数の乗客と客室乗務員は、飛行機は最終アプローチで雷雨の中に入るまで飛行は正常に見えたことをNTSBに話した:7。
18時40分に管制官はすべての航空機に対してウインドシアの警告を発したが、周波数が1016便で使用されているものとは異なっていた:5。約1分後に機長が副操縦士に「着陸復航、右へ迂回しろ（take it around, go to the right）」と指示した:6。その後機長は管制塔と交信し、「USエアー1016 復航中（USAir ten sixteen's on the go）」と告げた。管制塔は「USエアー1016、着陸復航を許可、滑走路方向へ上昇。3,000フィート (910 m)を維持せよ（USAir 1016, understand you're on the go sir, fly runway heading. Climb and maintain 3,000.）」と返答した:6。飛行機は厳しい気象条件のために上昇できず、右に傾きながら急速に降下した:6。着陸復行中にフラップを40度から15度に格納したが、フラップの移動中は警告の閾値を下げるというソフトウェアの矛盾のために、ウインドシア警告システムが警告を発しなかった事が後に判明した。ハネウェルのエンジニアは、パイロットが墜落の8 - 9秒前に警告を受けているべきであると述べた:12。
また、マイクロバーストに遭遇した際機長は副操縦士に「下げろ。機首を下げろ(Down. Push It Down.)」と言っているが実際は機首を引き上げ、推力を上げるべきだった。

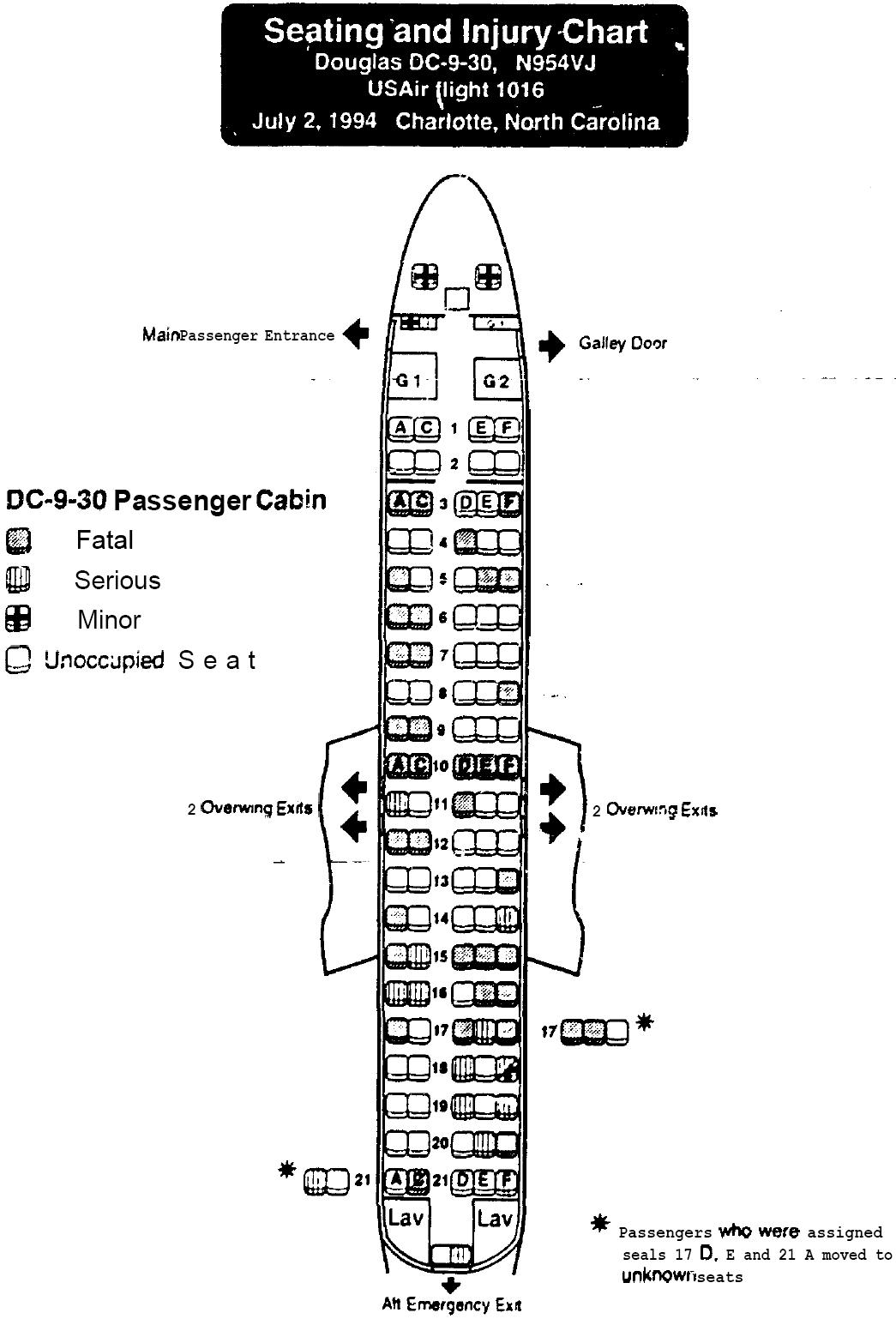
NTSBが公表した1016便の座席図。乗客の位置、怪我の程度を表している。

### 墜落

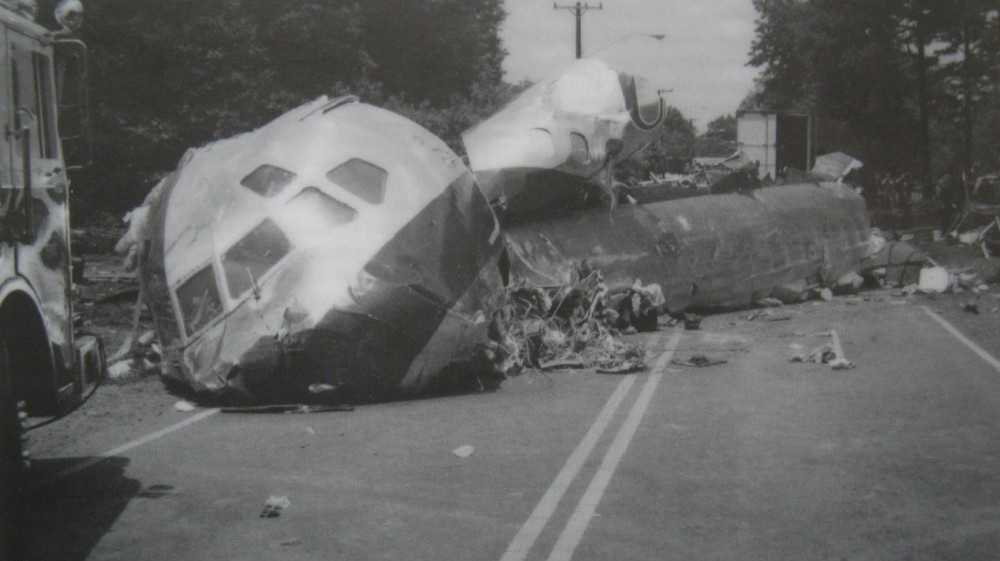
機体の機首部分

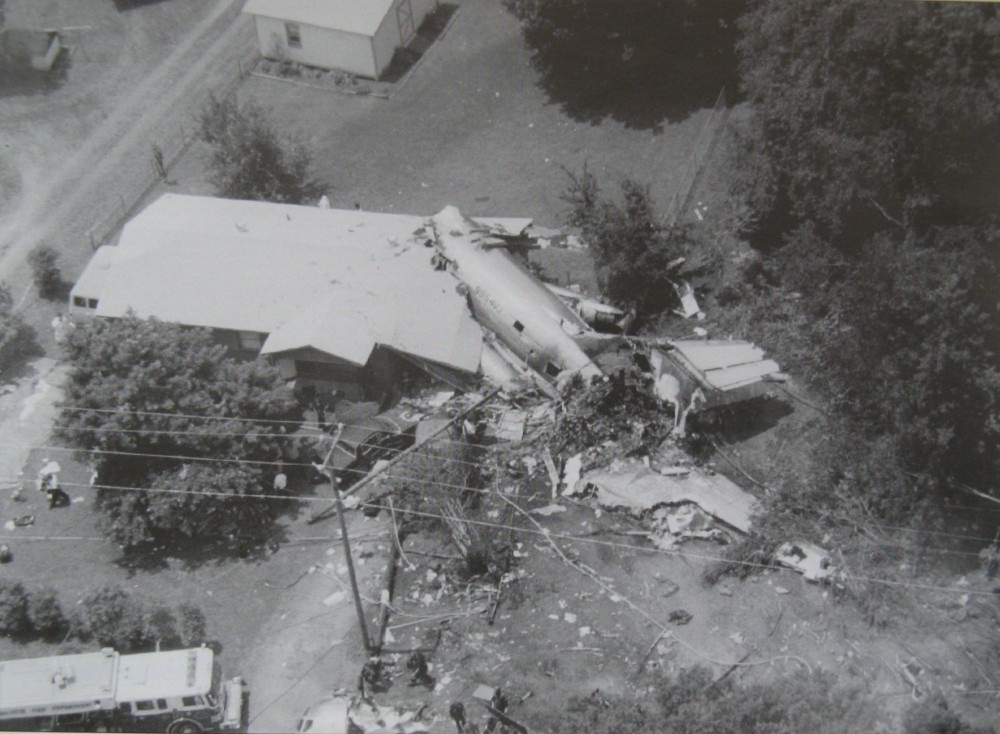
機体の尾部

18時42分、1016便は滑走路18Rの端から約0.5マイル (0.80 km)離れた空港境界内の地面に接触した:33。その後空港のフェンスに衝突し、いくつかの木々にぶつかり、空港近くの住宅街に滑り込んだ。機体は4つに分断された。
墜落と火災により、搭乗した52人の乗客のうち37人が死亡し、16人が重傷を負い、4人が軽傷を負った。奇跡的に地上の誰も負傷しなかった。

## 事故の原因

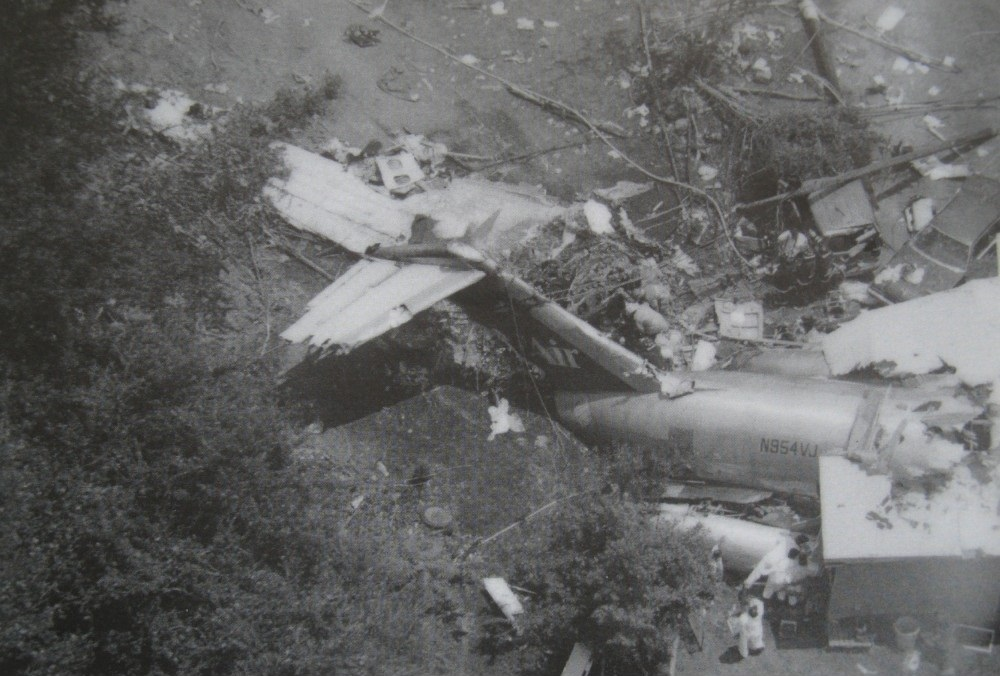

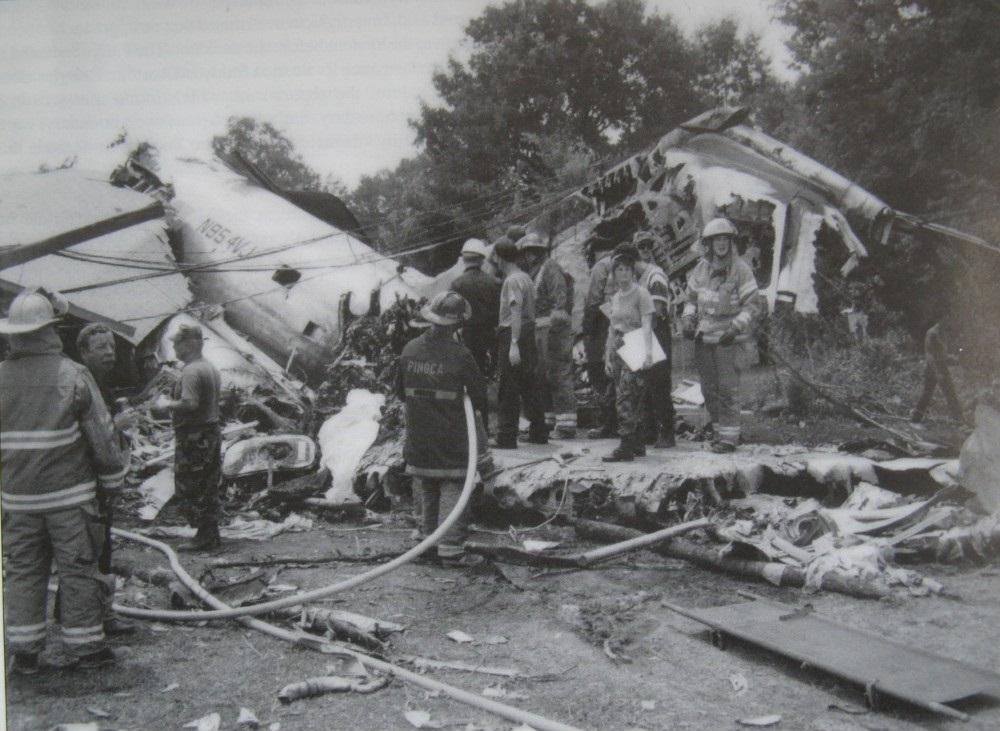
建物に衝突した尾部

NTSBは直ちに調査チームを派遣し、コックピットボイスレコーダーとフライトデータレコーダーを航空機の残骸から回収した:33。NTSBの調査の結果、墜落時に空港近くにあった雷雨によってマイクロバーストが発生したと結論づけられた。NTSBはこれらの要因をあげた。
1. 深刻な雷雨の中でこのアプローチを続けるというクルーの決定
2. 飛行乗務員がウインドシアを迅速に認識できなかった（ウインドシア警告システムのエラーのため）[1]:12
3. クルーがウインドシアに遭遇した時、適切な制御とエンジンパワーを保たなかった
4. 1016便のクルーが最新の空港の天候を知らなかったこと

## 映像化
- メーデー!:航空機事故の真実と真相 第15シーズン第6話「Storming Out」[3]